# 사랑이라 말해요
《사랑이라 말해요》(영어: Call It Love)는 2023년 2월 22일부터 2023년 4월 12일까지 방송중인 디즈니 + 수요드라마다.

## 기획 의도
복수에 호기롭게 뛰어든 여자 ‘우주’와 복수의 대상이 된 남자 ‘동진’, 만나지 말았어야 할 두 남녀의 감성 로맨스

## 등장 인물

### 주요 인물
- 김영광 : 한동진 역
- 이성경 : 심우주 역
- 성준 : 윤준 역
- 안희연 : 강민영 역
- 김예원 : 심혜성 역

### 그 외 인물
- 남기애 : 마희자 역
- 최정우 : 윤대홍 역
- 전석호 : 최선우 역
- 김윤성 : 박상만 역
- 장성범 : 심지구 역
- 김희정 : 김현주 역
- 진소연 : 백수희 역
- 신문성 : 신 대표 역
- 원현준 : 정한모 사장 역
- 연제형 : 강 군 역
- 노성은 : 강민수 역
- 성령 : 김유리 역
- 서이서 : 박수호 역
- 박진아 : 현지형 역
- 이하영 : 홍나래 역
- 한승우 : 허민철 역
- 하다빈 : 김나연 역
- 이현경 : 차미희 역
- 신지섭 : 김동한 역
- 설하임 : 민은희 역
- 이새로미 : 부동산 중개인 역

### 특별 출연
- 안내상 : 심철민 역 - 우주와 혜성의 아버지
- 박하선 : 목소리 출연
- 황정민 : 정재호 역
- 김무열 : 벡창기 역
- 고규필 : 마트 점원 역
- 윤복인 : 준의 어머니 역
- 김종구 : 준의 아버지 역